# Fortezza di Giustiniano
La Fortezza di Giustiniano (in albanese Kalaja e Justinianit), nota anche come Castello di Tirana (in albanese Kalaja e Tiranës) è un castello che si trova a Tirana.
La sua storia è antecedente al XIV secolo e risale all'epoca bizantina quando la fortezza era il luogo in cui si incrociavano le principali strade da est a ovest e da nord a sud e rappresentava il centro di Tirana.
Oggi ciò che resta della fortezza è un muro alto 6 metri di epoca ottomana, coperto di viti, e tre torri in fase di restauro. Dal dicembre 2018 all'interno delle mura fortificate si può visitare un bazar in cui si sono presenti molti negozi di artigianato, oltre a gallerie d’arte e ristoranti di cucina tradizionale.
La Fortezza di Giustiniano è stato dichiarata monumento culturale di prima categoria il 10 giugno 1973.